# موسيقى بيكرسفيلد
موسيقى بيكرسفيلد (بالإنجليزية: Bakersfield sound)‏ هو أحد أصناف موسيقى الكانتري والذي نشأ في أواسط الخمسينات في مدينة بيكرسفيلد جنوب كاليفورنيا وحولها. وقد سجلت عدة أغاني ناجحة عن هذا التيار بإشراف رئيس قسم الكانتري في تسجيلات كابيتول، كين نيلسون. وكان تيار بيكرسفيلد ردة فعل على موسيقى ناشفيل التي تتميز بإيقاعها الهادئ وباعتمادها على أوركسترا الآلات الوترية، والذي زادت شعبيته في أواخر الخمسينات. من أنجح الفنانين في هذا التيار هم باك أوينز وميرل هاغارد.

## التاريخ
تطورت موسيقى بيكرسفيلد في حانات الهونكي تونك وعلى محطات التلفزيون المحلية في بيكرسفيلد وفي كافة أنحاء كاليفورنيا في الخمسينات والستينات. وكانت بيكرسفيلد معروفة أساسا بالزراعة وإنتاج النفط، وكانت وجهة للعديد من المهاجرين بسبب قصعة الغبار من أوكلاهوما وتكساس وآركانساس وأجزاء أخرى من الجنوب. هؤلاء المهاجرون أتوا إلى كاليفورنيا وأحضروا معهم موسيقاهم أيضا، فكان لها جمهورها في سنترال فالي في كاليفورنيا. ومن أوائل الفرق التي اشتهرت على الساحل الغربي كانت فرقة الإخوة مادوكس وروز.
كانت حركة بيكرسفيلد ردا على موسيقى ناشفيل التي تتميز بإيقاعها الهادئ. اعتمد فنانون مثل وين ستيوارت على الآلات الكهربائية وأضاف الإيقاع السريع، بالإضافة إلى عناصر أخرى تمت استعارتها من الروك أند رول. وكان مغني الكانتري الشهير جيمي روجرز ومغني السوينغ الغربي بوب ويلز من أهم التأثيرات على هذا الصنف في فترة الكساد الكبير. في 1954 سجل الفنان باد هوبز أغنية «لويزيانا سوينغ» مع باك أوينز على الإيتار الرئيسي، بيل وودز على البيانو، وثنائي الكمان أوسكار ويتينجتون وجيلي ساندرز. اعتبرت هذه الأغنية بادرة ما عرف لاحقا بموسيقى بيكرسفيلد. وضع ميرل هاغارد وباك أوينز وآخرون موسيقى بيكرسفيلد داخل الواجهة في أوائل الستينات، وازدادت شعبيتها بين جمهور الكانتري، وأثروا على نجوم الكانتري اللاحقين أيضا مثل دوايت يواكام، ومارتي ستيوارت، مافريكس، وديريلرز.
كان لموسيقى بيكرسفيلد تأثير كبير على المشهد الموسيقي في الساحل الغربي حتى أن العديد من شركات الإيتار الصغيرة أسست محلات لها في بيكرسفيلد في الستينات. أهمها كانت شركة غيتار موسرايت التي ما زال نفوذها واضحا على موسيقى الروك والكانتري والجاز إلى يومنا هذا. وكانت هذه الشركة مرتكزة في بيكرسفيلد حتى موت مؤسس الشركة، سيمي موسلي، في عام 1992.

### النجاحات
واصل باك أوينز وفرقته باكاروز تطوير الموسيقى، فدمج أساليب مختلفة من الموسيقى لتلائم ذوقه. وكان أسلوبه يتميز بوضعه لغيتارين مع نوع فندر تيليكاستر، ومجموعة طبول وكمان ويضم أحيانا الإيتار الفولاذي الكهربائي. وتم تطوير غيتار فندر أصلا لموسيقيي الكانتري ليتوافق مع أسلوب السوينغ الغربي الذي كان شعبيا في الغرب الأمريكي زمن الحرب العالمية الثانية. كانت موسيقى أوينز في زمنها تمردا على فرق الأوركسترا في ناشفيل واعتمدت على المواهب وروح الموسيقار الفردية. أدى الموسيقيون في الأستوديو بنفس الآلات وأسلوب الغناء الذي اعتمدوه على المسرح، ولم يعتمدوا على تقنيات الاستوديو المعقدة عندما يسجلون موسيقاهم.
بالإضافة إلى باك اوينز يعتبر ميرل هاغارد أحد أنجح الفنانين في موسيقى بيكرسفيلد. وظلت موسيقى بيكرسفيلد محافظة على شعبيتها، بدأ فنانون مسيرتهم هناك مثل كريس هيلمان وغرام بارسونز في الستينات والسبعينات، وكذلك واصلت فرق مثل هاي واي 101، وفرقة ديزرت روز، ومارتي ستيوارت ودوايت يواكام في هذا المنوال في الثمانينات والتسعينيات، كذلك ظهر العديد من الفنانين في العقود الأخيرة.
تكلم دوايت يواكام في مقابلة له عن تعبير «موسيقى بيكرسفيلد»: